# 脇町木ノ内
脇町木ノ内（わきまちきのうち）は、徳島県美馬市の大字。郵便番号は〒779-3620。

## 地理
美馬市の中央部に位置。南は吉野川を隔てて穴吹町三島、西は脇町野村、東は井口谷川を境に脇町別所、北は脇町に接する。
地内中央部を徳島県道12号鳴門池田線（撫養街道）が通り、東端で徳島県道・香川県道106号穴吹塩江線と接続している。

### 河川
- 吉野川
- 井口谷川

## 歴史
- 2005年（平成17年）3月1日 - 美馬郡脇町が木屋平村・穴吹町・美馬町と合併して美馬市となり、現在の町名となる。

## 施設
- 徳島ヤクルト販売美馬センター

## 交通

### 道路
都道府県道
- 徳島県道12号鳴門池田線
- 徳島県道・香川県道106号穴吹塩江線